# Marianów Sierakowski
Marianów Sierakowski is een plaats in het Poolse district  Gostyniński, woiwodschap Mazovië. De plaats maakt deel uit van de gemeente Gostynin en telt 130 inwoners (2006).